# Nouvelle Vague

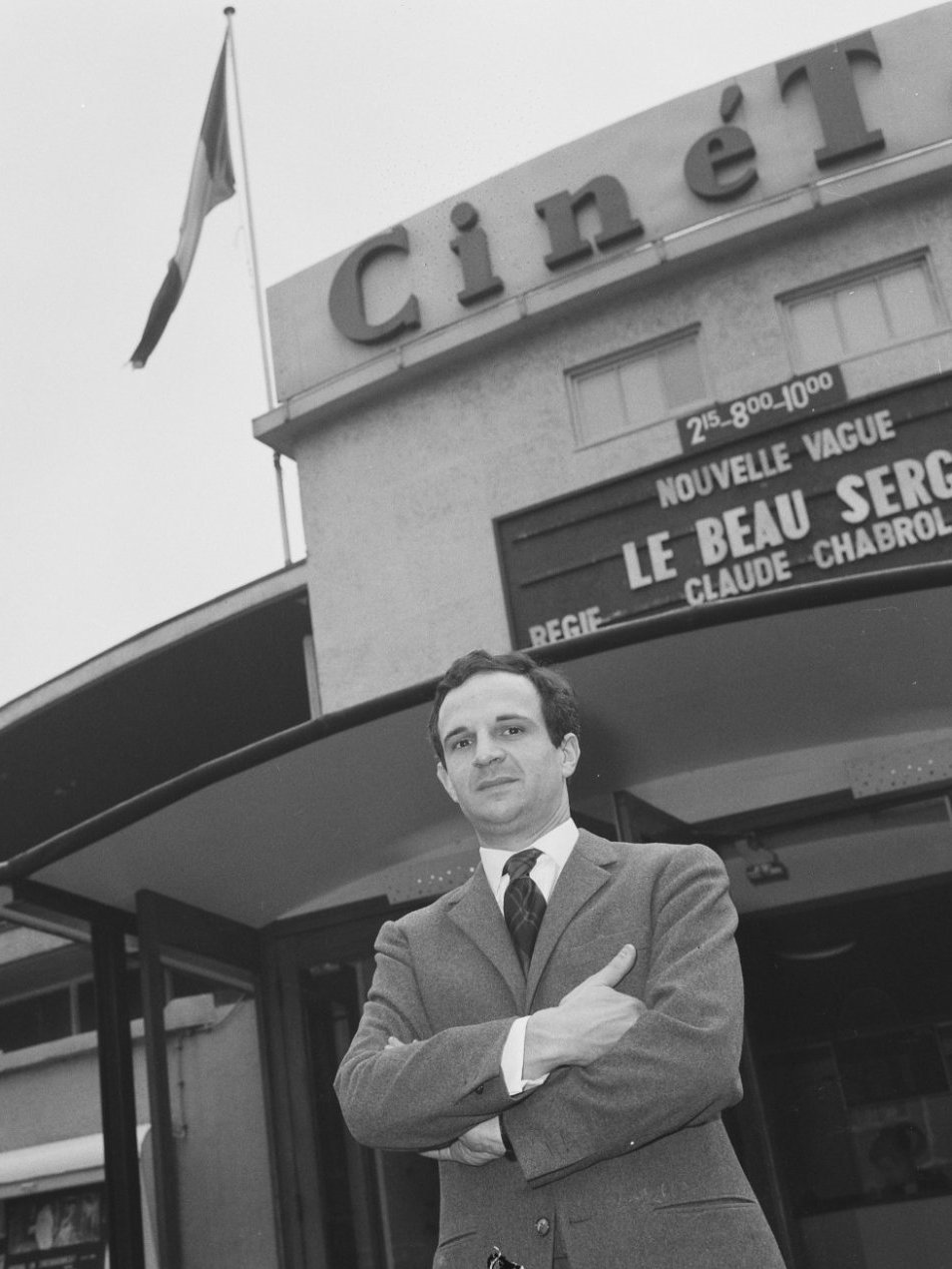
François Truffaut el 15 de març 1965, posant davant el cinema CinéTol aAmsterdam, davant el cartell de Le Beau Serge de Claude Chabrol, un altre cineasta emblemàtic de la Nouvelle Vague.

La Nouvelle Vague (Nova Onada) és un moviment cinematogràfic aparegut a França al final de la dècada del 1950. El terme sorgeix de la ploma de Françoise Giroud a L'Express del 3 d'octubre de 1957, en un estudi sociològic sobre els fenòmens generacionals, i el reprèn Pierre Billard el febrer del 1958 a la revista Cinéma 58. Posteriorment, aquesta denominació s'aplica a les noves pel·lícules distribuïdes el 1959, sobretot les presentades al Festival de Canes d'aquell mateix any.
André Bazin havia creat la revista Cahiers du Cinéma l'any 1951. Era una publicació mensual de crítica cinematogràfica que va servir com a camp de batalla dels nous talents, molt crítics amb els models clàssics i amb les estructures narratives tancades. Tots ells, entre els quals destaquen François Truffaut, Jean-Luc Godard, Claude Chabrol, Jacques Rivette o Éric Rohmer, havien fet abans de guionistes. Com a precursor, sobresurt la figura de Jean-Pierre Melville. Eren un grup heterogeni que tenien en comú el poc pressupost que necessitaven per rodar, la llibertat creativa, l'espontaneïtat, la gran cultura cinematogràfica de cadascun dels membres i, sobretot, les ganes d'experimentar amb la càmera.

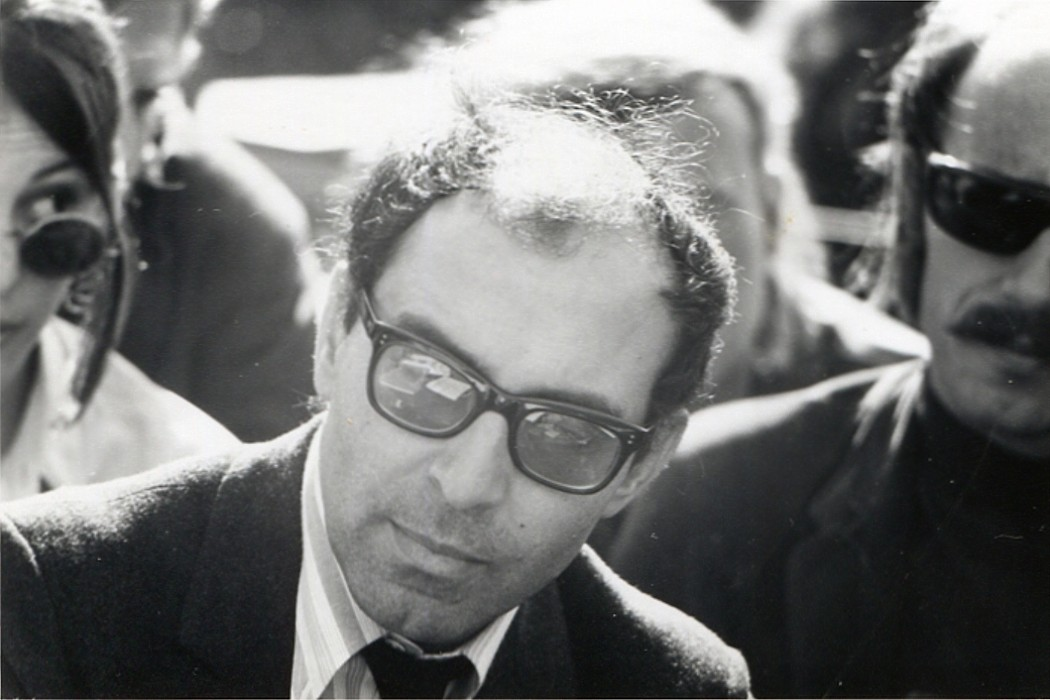
Jean-Luc Godard a la universitat de Berkeley el 1968.

## Orígens del moviment
El manifest d'Alexandre Astruc "El naixement d'una nova avantguarda: la caméra-stylo", publicat a L'Écran el 30 de març de 1948, va esbossar algunes de les idees que més tard va exposar François Truffaut a la famosa revista Cahiers du Cinéma. Truffaut hi argumenta: "El cinema està en procés de convertir-se en un nou mitjà d'expressió al mateix nivell que la pintura i la novel·la (...) una forma en què i per la qual un artista pot expressar els seus pensaments, per molt abstractes que siguin, o traduir les seves obsessions exactament igual que en l'assaig o la novel·la contemporanis. Per això voldria anomenar aquesta nova era del cinema l'edat de la caméra-stylo."
Alguns dels pioners més destacats del grup, com François Truffaut, Jean-Luc Godard, Éric Rohmer, Claude Chabrol i Jacques Rivette, van començar com a crítics a Cahiers du Cinéma. El cofundador i teòric de Cahiers André Bazin va tenir una gran influència en el moviment. Mitjançant la crítica i la redacció, van establir les bases per a un conjunt de conceptes, revolucionaris en aquella època, que el crític nord-americà Andrew Sarris anomenava l'"auteur theory" o "teoria de l'autor" (en francès, "politique des auteurs"). Els escriptors de Cahiers du Cinéma van criticar l'estil clàssic ("tradició de la qualitat") del cinema francès. Entre aquests destaca François Truffaut en el seu article "Une certaine tendance du cinéma français". Bazin i Henri Langlois, fundador i comissari de la Cinémathèque Française, eren els dos pares del moviment. Aquests homes de cinema valoren l'expressió de la visió personal del director tant en l'estil del film com en el guió.
Per Truffaut, el director nord-americà Morris Engel i la seva pel·lícula Little fugitive (1953) també van contribuir a l'inici de la Nouvelle Vague. En paraules del director francès: "La nostra nova onada francesa no hauria aparegut mai si no hagués estat pels joves americans, com Morris Engel, que amb aquesta magnífica pel·lícula Little fugitive ens va mostrar el camí a la producció independent."
La teoria de l'autor afirma que el director és l'autor de les seves pel·lícules, a les quals dona una empremta personal visible. El grup de la Nouvelle Vague va elogiar els films de Jean Renoir i Jean Vigo, i va apreciar l'elegància artística i la grandesa de directors d'estudi de Hollywood com Orson Welles, John Ford, Alfred Hitchcock i Nicholas Ray. El començament de la Nouvelle Vague va ser, fins a cert punt, un exercici dels escriptors de Cahiers du Cinéma a l'hora d'aplicar aquesta filosofia per dirigir les seves pel·lícules.
A part del paper que han tingut en el moviment les pel·lícules de Jean Rouch, el títol Le Beau Serge, de Claude Chabrol (1958), es considera tradicionalment el primer film de la Nouvelle Vague, tot i que això és matèria de discussió. Truffaut, amb Les Quatre Cents Coups (1959), i Godard, amb Al final de l'escapada (À bout de souffle) (1960), van tenir èxits internacionals inesperats, tant crítics com financers, que van atreure l'atenció sobre la Nouvelle Vague a escala internacional i van permetre que el moviment florís. Una part de la seva tècnica era retratar personatges que no eren ben etiquetats com a protagonistes en el sentit clàssic d'identificació del públic.
Els autors d'aquesta època deuen la seva popularitat al suport que van rebre del públic juvenil. La majoria d'aquests directors van néixer a la dècada del 1930 i van créixer a París, de manera que retrataven les experiències vitals dels seus propis espectadors. Centrats en la moda, la vida dels professionals urbans i les festes nocturnes, capturaven amb exquisidesa la vida del jovent a França.
La Nouvelle Vague va ser popular aproximadament entre el 1958 i el 1962, encara que el moviment va continuar treballant fins al 1973. Les forces socioeconòmiques en joc poc després de la Segona Guerra Mundial van influir molt en el moviment. Afeblida políticament i econòmicament, França tendia a replegar-se en les antigues tradicions populars de la preguerra. Una d'aquestes tradicions era el cinema amb narrador directe, específicament el cinema francès clàssic. El moviment té les seves arrels en la rebel·lió contra la dependència de formes passades (sovint adaptades de les estructures novel·lístiques tradicionals), i critica, en particular, com aquestes formes podrien obligar el públic a sotmetre's a una línia argumental dictatorial. Van ser especialment bel·ligerants amb el "cinema de qualitat" francès, el tipus de pel·lícules d'època literària i de gran valor apreciades en els festivals de cinema francesos i sovint considerades intocables per la crítica.
Els crítics i directors del moviment van estudiar el treball dels clàssics occidentals i van aplicar una nova direcció amb un estil d'avantguarda. El baix pressupost els va ajudar a aconseguir una forma d'art essencial i un mètode de producció molt més còmode i contemporani. Directors com Charles Chaplin, Alfred Hitchcock, Orson Welles, Howard Hawks, John Ford i molts d'altres amb idees avançades eren admirats per ells, mentre que les pel·lícules habituals de Hollywood, lligades al flux narratiu tradicional, rebien fortes crítiques. La Nouvelle Vague va tenir influències del neorealisme i del cinema clàssic de Hollywood.
En una entrevista del 1961, Truffaut va dir que la Nouvelle Vague no era ni un moviment, ni una escola ni un grup, sinó "una qualitat", i el desembre del 1962 va publicar una llista de 162 cineastes que havien fet el seu debut cinematogràfic a partir del 1959. Molts d'aquests directors, com Edmond Agabra i Henri Zaphiratos, no van tenir tant d'èxit ni han aguantat tant el pas del temps com els membres més coneguts de la Nouvelle Vague i avui dia no es considera que en formin part. Poc després d'haver-se publicat l'entrevista de Truffaut, Godard va declarar públicament que la Nouvelle Vague era més exclusiva i només incloïa Truffaut, Chabrol, Rivette, Rohmer i ell mateix, i va afirmar que Cahiers era "el nucli" del moviment. Godard també va reconèixer cineastes com Resnais, Astruc, Varda i Demy com a contemporanis valuosos, però va dir que tenien "el seu propi fons cultural" i estaven separats del moviment.
Molts dels directors associats amb la Nouvelle Vague van continuar fent pel·lícules al segle XXI.